# Echinacanthus
Echinacanthus là chi thực vật có hoa trong họ Acanthaceae.